# Pseudomeloe homonyma
Pseudomeloe homonyma là một loài bọ cánh cứng trong họ Meloidae. Loài này được Blackwelder miêu tả khoa học năm 1945.